# کیکو هایاشیا
کیکو هایاشیا (انگلیسی: Kikuō Hayashiya؛ زادهٔ ۱۹ اکتبر ۱۹۳۷) صداپیشه، و تهیه‌کننده تلویزیونی اهل ژاپن است.